# چشم‌سفید زیتونی
چشم‌سفید زیتونی (نام علمی: Zosterops olivaceus) نام یک گونه از سرده چشم‌سفید است.